# Vladimir Choukhov
Pour les articles homonymes, voir Choukhov.
Vladimir Grigorievitch Choukhov (en russe : Владимир Григорьевич Шухов ; ISO 9 : Vladimir Grigor'evič Šuhov), né le 16 août 1853 (28 août dans le calendrier grégorien) à Graïvoron (Gouvernement de Koursk, Empire russe) et mort le 2 février 1939 à Moscou (URSS), est un ingénieur et architecte russe. Il est célèbre pour ses travaux pionniers, à tel point qu'il est parfois surnommé l'« Edison russe ». Ses innovations principales portent sur le génie civil et l'industrie pétrolière : construction des premiers oléoducs pour la société Branobel, invention d'une méthode de craquage thermique en 1891, et surtout conception et réalisation des premières structures hyperboloïdes. Plusieurs tours hyperboloïdes en Russie portent encore son nom, notamment à Moscou et près de Nijni Novgorod.

## Biographie

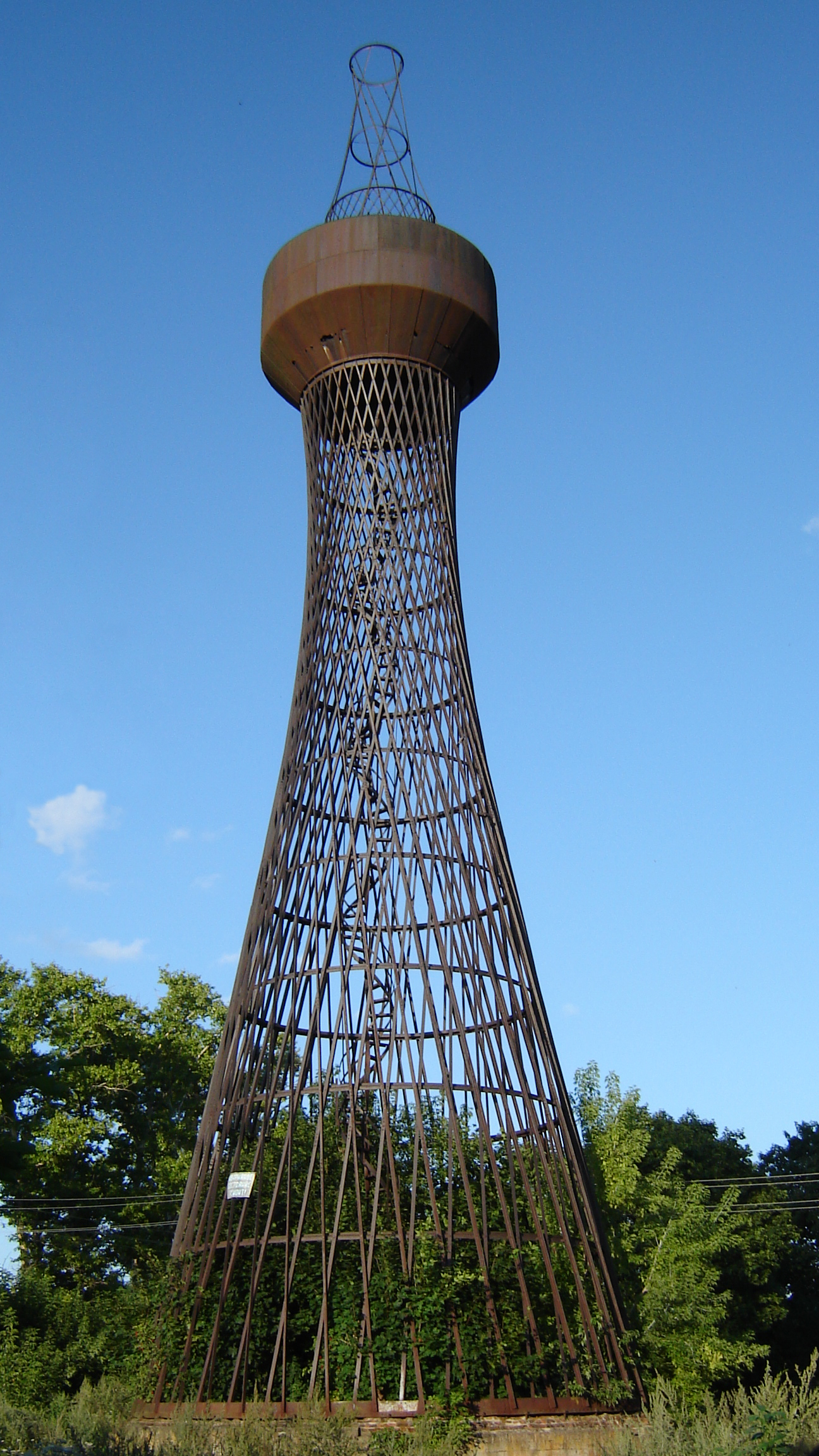
La première structure hyperboloïde du monde : la première tour Choukhov de Nijni Novgorod construite en 1896

Le père de Vladimir Choukhov, de petite noblesse, est fonctionnaire. Il deviendra plus tard maire de Graïvoron puis administrateur à Varsovie. 
Entre 1864 et 1871, Vladimir suit les cours du lycée de Saint-Pétersbourg, où il montre rapidement ses talents en mathématiques. En 1871, il intègre l'École technique impériale de Moscou, d'où il sortira diplômé et médaillé en 1876. Tchebychev, qui a été son professeur, lui propose d'y enseigner les mathématiques, mais Choukhov décline l'offre : il préfère entreprendre un parcours dans l'industrie. 
Il part immédiatement pour les États-Unis, où il travaille au pavillon russe de l'exposition universelle de Philadelphie. Il fait la connaissance d'Alexandre Bari (ru), entrepreneur russo-américain qui participe à l'organisation de l'exposition. 
L'année suivante (1877), Choukhov rentre en Russie. Son travail sur le chemin de fer Vienne-Varsovie ne le satisfait pas, et Bari, qui vient lui aussi de revenir en Russie, n'a aucun mal à le persuader de le rejoindre au sein d'une nouvelle société qui se veut à la pointe de l'ingénierie. Ils travaillent ensemble jusqu'à la Révolution russe, et cette collaboration révolutionnera plusieurs domaines du génie civil, de la construction navale et de l'industrie pétrolière.
Après la Révolution, il reste en Russie malgré les nombreuses offres qui lui sont faites à l'étranger. Il réalise alors de nombreux édifices. En 1928-1929, il reçoit le titre de Héros du travail et le prix Lénine, et devient membre honoraire de l'Académie des sciences d'URSS. À la fin des années 1930, durant la terreur stalinienne, il abandonne son travail d'ingénieur, mais n'est pas inquiété. Il meurt en 1939 à Moscou et est inhumé au cimetière de Novodevitchi.

## Un ingénieur pionnier

### Génie civil

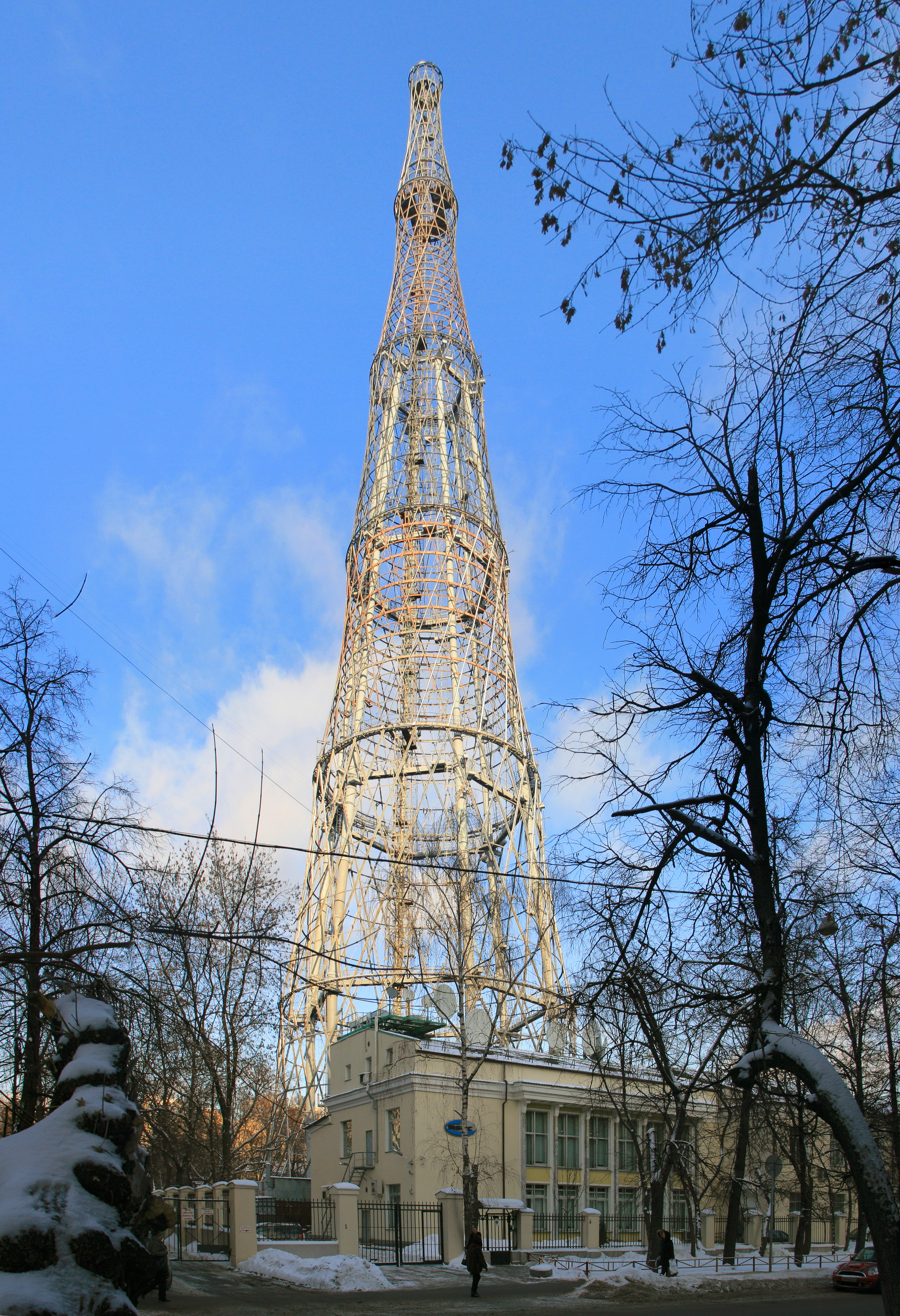
La tour Choukhov de Moscou (2016)

Dans le domaine de la conception de structures métalliques, Choukhov est un des premiers à développer des méthodes pratiques de calcul des efforts et des déformations élastiques des treillis, coques et membranes. Le principe utilisé permet de calculer par exemple les diamètre et épaisseur optimaux des canalisations de transport de liquides. L'application pratique de ces résultats théoriques permettent à Choukhov de concevoir le premier pétrolier russe et un nouveau type de réservoir de pétrole. 
Ses travaux théoriques, en particulier sur l'utilisation de surfaces réglées (structures hyperboloïdes) le conduisent dans les années 1920 à construire de nombreux édifices relevant de l'architecture constructiviste soviétique :
- huit pavillons d'exposition pour la foire de Nijni Novgorod en 1896 : sur une surface de 27 000 m2, la couverture est assurée par une surface réglée en coquille mince ; les pavillons sont complétés par un château d'eau hyperboloïde.
- environ 200 tours hyperboloïdes partout dans le monde, dont la plus célèbre est la tour Choukhov construite à Moscou en 1922.
- galeries en verrières, notamment celles du Goum sur la place Rouge (1889-1894), du musée des beaux-arts Pouchkine (1898-1912) et du passage de Petrovka (1903-1906).
- voûte métallique du parc ferroviaire municipal (1908) et de la gare de Kiev à Moscou (1912-1917).
- hall colossal de la Poste centrale, Moscou (1911-1913).
- plus de 180 ponts sur la Volga, l'Ienisseï, le Dniepr et d'autres cours d'eau.

### Industrie pétrolière
Dans l'industrie chimique, Choukhov apporte des contributions décisives :
- il conçoit et construit une usine de craquage. Ses brevets (processus de craquage de Choukhov, brevet 12926 du 27 novembre 1891) ont été employés pour infirmer l'huile standard sur des raffineries de pétrole ;
- il conçoit une pompe originale de pétrole, permettant d'augmenter de façon révolutionnaire les rendements de l'industrie pétrolière de Bakou ;
- il conçoit un des premiers fours employant l'huile résiduelle, alors considérée comme une perte et jetée. Elle devient un produit technique important, connu sous le nom de fioul.

## Un photographe passionné
Choukhov était par ailleurs un photographe passionné, dont nous sont parvenus environ deux mille négatifs et clichés, dans des genres différents : reportage, paysage urbain, portrait. 